# François Delsarte
François Delsarte  (Solesmes, 19 de novembro de 1811 - Paris, 20 de julho de 1871) desenvolveu uma teoria sobre a expressão humana intitulada "Estética aplicada". Homem do teatro, foi cantor, orador e filósofo. Reuniu em seu estúdio na cidade de Paris importantes nomes da época entre os meios artístico, religioso e político. Através da observação do homem em seu cotidiano - fosse em um hospital, fosse na rua etc. etc., observou suas próprias maneiras de expressar-se - utilizou do cientificismo para criar uma série de leis e princípios, que ordenariam, com racionalidade, a expressão corporal como uma criação divina. Como consequência de seu trabalho, influenciou uma geração de pedagogos e as bases da educação física, do teatro e da dança, da ginástica rítmica  e da educação somática.

## François Delsarte, artista e pedagogo
Delsarte foi, antes de tudo, um cantor, mas, ainda, um pedagogo e teórico do movimento. Foi aluno do Conservatório de Paris e depois tenor na Ópera Cómica. Delsarte compôs várias melodias e peças religiosas e publicou  Les archives du chant, compilações de peças vocais dos séculos VIII e XVIII com arranjo para piano, as quais tiveram grande notoriedade até o princípio do século XX. Mas, a sua fama não se fez, pelo essencial, no domínio da música, mais sim  nos do teatro e da dança.

A perda da sua voz cantada obrigou Delsarte a uma reeducação fundada nas suas observações que desembocou numa pedagogia experimental e num minucioso trabalho vocal, oratório e gestual. Trabalho prático e reflexão estética levaram-no a considerar fenômenos expressivos, ação artística e corpo humano como intimamente integrados numa dimensão espiritual e metafísica, associando teologia católica e pensamento esotérico. A Trindade (Pai, Filho e Espírito Santo) e a noção de correspondências universais ("Tudo o que está no alto está em baixo, tudo o que está em baixo está no alto") estruturam o seu ensino, propondo incarnar esses dados metafísicos num trabalho expressivo. A pedagogia delsartiana, concebida no quadro do trabalho do canto e da palavra articulada, é fundamentalmente orientada em direção ao gesto e privilegia a tradução expressiva dos movimentos da alma, bem como a noção de qualidade associada à ideia de união dos contrários (aliar "força e suavidade"). Ela inscreve-se numa dinâmica de espiritualização do ser humano. Ela tenda a "[…] levar a um jogo de melhor qualidade reportando-se à elementos corporais", enunciando já "[…] a questão da presença,  sem por isso nomeá-la explicitamente", e incluindo "[…] um desejo de consciência plena”.

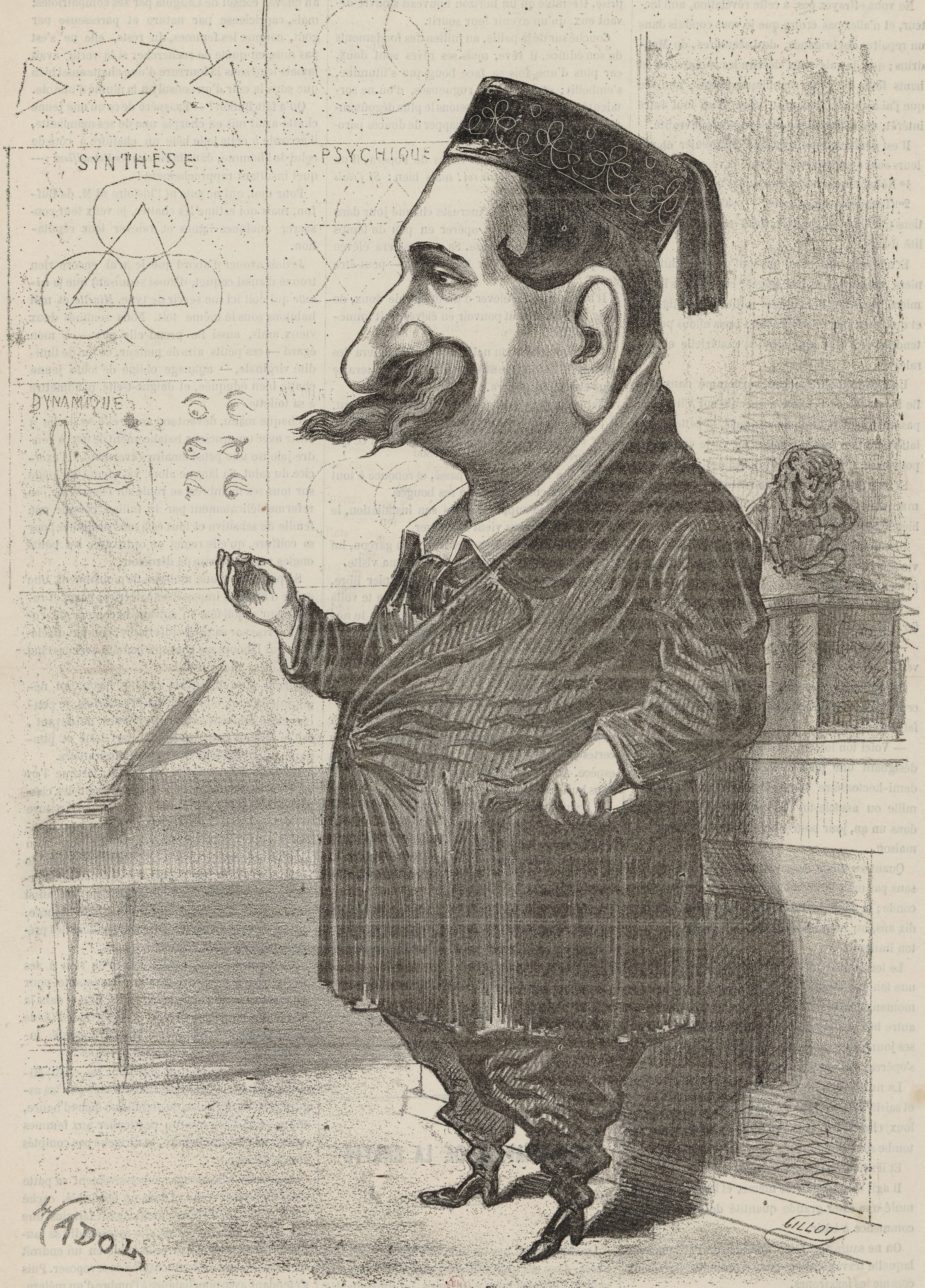
Caricatura de Delsarte ensinando (Paul Hadol, in "Album du Gaulois", 1861)

## A difusão dos ensinamentos de Delsarte durante sua vida
A fama de Delsarte foi primeiro francesa e europeia, antes de se tornar internacional
A França apresenta o paradoxo de uma grande popularidade de Delsarte durante a vida dele, e de um quase desaparecimento de sua herança  após a sua morte ou, antes, certa indiferença. Depois da sua morte, há uma ausência de fundação de uma corrente de herdeiros e artistas reivindicando o seu ensinamento. Só alguns dos seus alunos continuam a ensinar o que aprenderam dele. É o caso em particular de Gustave Delsarte, um dos seus filhos e de Alfred Giraudet, artista lírico que ensinou no Conservatório de Paris e que publicou a última das obras francesas sobre Delsarte em 1895, junto de quem os numerosos estudantes americanos vieram a formar. Outros publicaram sobre Delsarte sem propor ensino vivo  (O  padre Delaumosne em  1874, a escritora Angélique Arnaud em 1882, O  padre Thomas-Étienne Hamel no Quebec em 1906). Fora esses herdeiros identificáveis na França (e Canadá), a difusão desse ensinamento na continuou até ao princípio do século XX, como o atesta o fato que, a partir de 1903, Laban tinha sido formado em Paris no trabalho de Delsarte por un certo Morel, ator de quem não se sabe nada senão que ele teria sido aluno de Delsarte. Isso indica a persistência dessa espécie de transmissão até o princípio do século XX na capital francesa onde teriam existido ainda nessa época vários discípulos e sucessores de Delsarte.

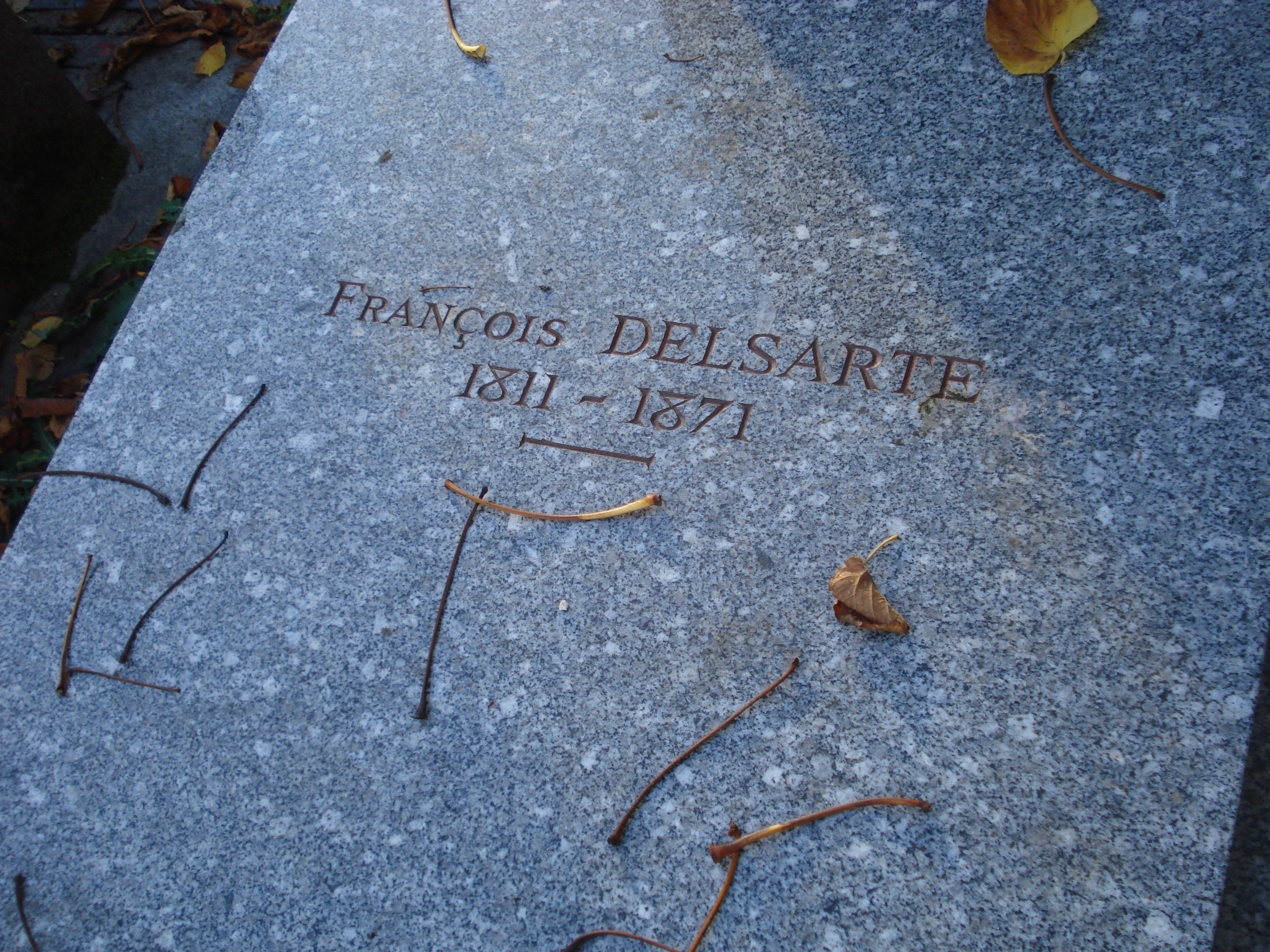
Sepultura de Delsarte, cimetière de Montmartre, Paris (agradecimentos à Associação Les Amis de François Delsarte)

## A difusão dos ensinamentos de Delsarte após sua morte
Houve uma larga difusão europeia dos ensinamentos de Delsarte que se prolongou depois da sua morte. A fama das aulas de Estética aplicada de Delsarte tinha-se expandido na Europa e os seus alunos vinham de vários países, em particular dos países  germânicos e da Grã-Bretanha.
Delsarte teve também uma carreira norte-americana póstuma iniciada logo após 1870 pelo seu aluno Steele Mackaye.

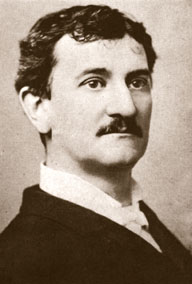
James Steele Mackaye

### O delsartismo americano
Isso gerou nas últimas décadas do século XIX um fenômeno cultural maior que marcou em profundidade a sociedade e o pensamento americanos e de que testemunha, até aos princípios do século XX, a publicação de uma grande quantidade de artigos e obras divulgando os ensinamentos reconhecidos como sendo de Delsarte. Esse fenômeno, uma verdadeira delsartemania, pode ser designado de maneira mais acadêmica pelo termo delsartismo (Ruyter, 1999). Três figuras se destacam : Mackaye domina os anos 1870, Genevieve Stebbins (delsartista que teve a mais considerável influência, o seu  Delsarte System of Dramatic Expression tendo sido reeditados sete vezes entre 1885 e 1977) nos anos 1880, e Henrietta Hovey nos anos 1890.

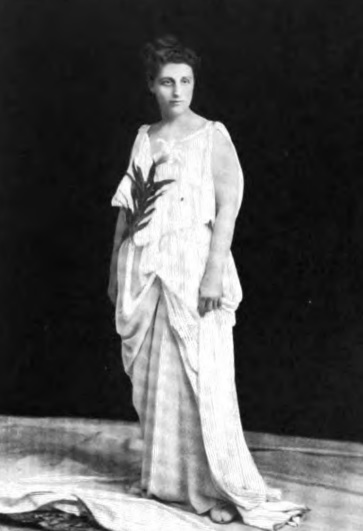
Genevieve Stebbins

O paradoxo do delsartismo é que ele é, sobretudo, conhecido pelos seus aspectos de ensinamento corporal. Ora, os dois terços das obras que se lhe ligam, tratam da utilização da voz na palavra e no canto. Isso atesta o fato que os ensinamentos de Delsarte encontraram primeiro um vasto eco junto às pessoas de teatro e, sobretudo, aos missionários. É, talvez,  a influência do delsartismo sobre a história da Modern Dance que o levou a uma visão seletiva do fenômeno americano, mas, também, porque os ensinamentos de Delsarte geraram, do outro lado do Atlântico, uma forte corrente de cuidado com o corpo e de libertação do corpo, que ultrapassa o quadro das publicações e que se manifestou pelo desenvolvimento de práticas corporais (de ginástica) ou pela criação de roupa feminina, ampliando a liberação do corpo das  imposições da vestuário vitoriano.

Mackaye, no fim da vida, e, depois, os seus sucessores, denunciaram firmemente o que estimavam ser os desvios. De fato, o deslartismo acrescentou e adornou a volta do ensinamento original, a ponto de o tornar irreconhecível. Ted Shawn justificou a obra que ele consagrou a Delsarte em 1954 pela necessidade de diferenciar o seu nome das conotações negativas que acabaram por lhe ser associadas, especialmente no domínio da ginástica. No que diz respeito à formação do ator, Delsarte pôde ser considerado como sendo a origem de uma estética estagnante, enquanto os seus desempenhos cênicos estão em contradição absoluta com a ideia dum ensinamento mecânico, sem vida e estilizado.

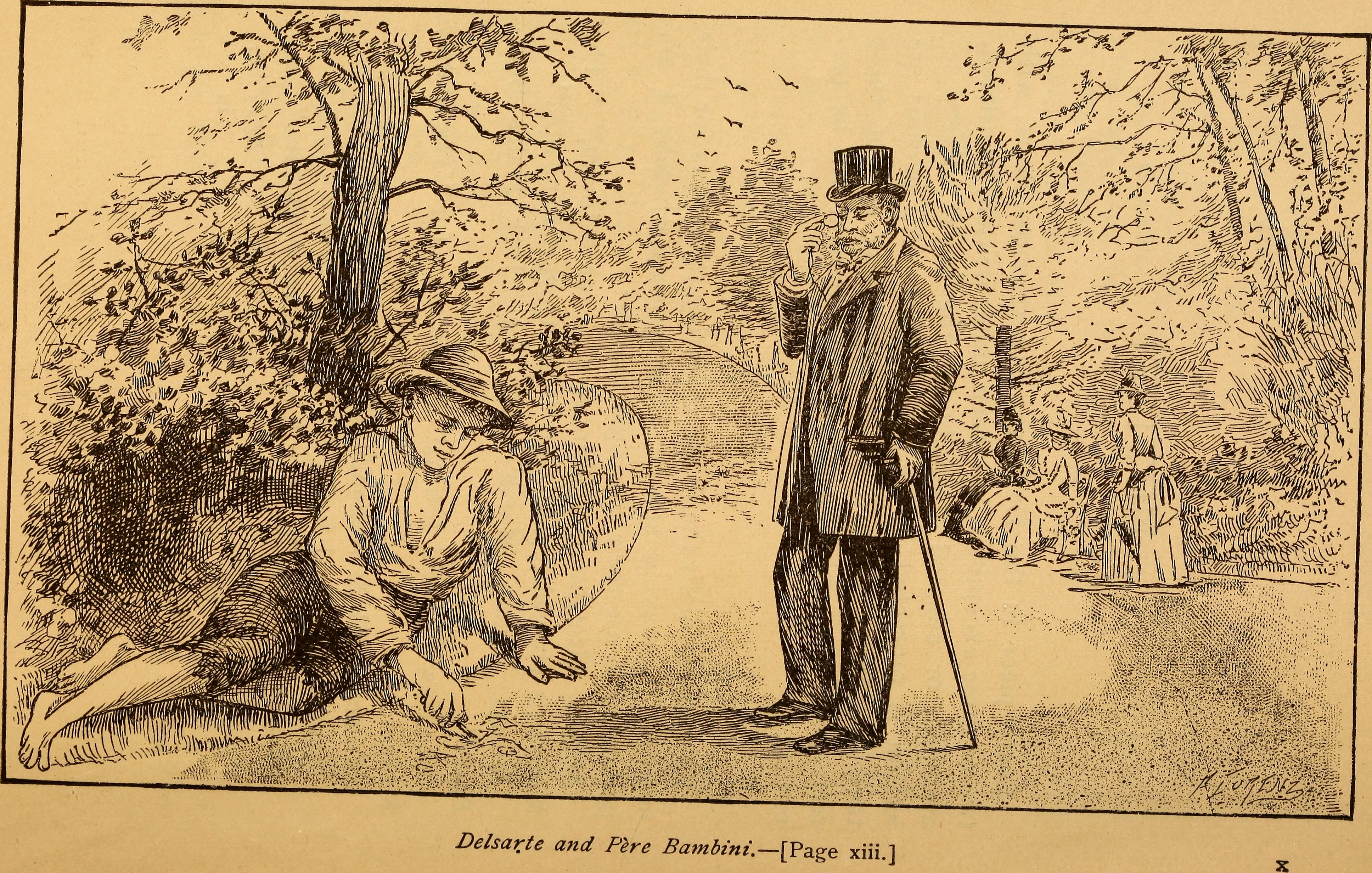
"Delsarte Recitation Book"
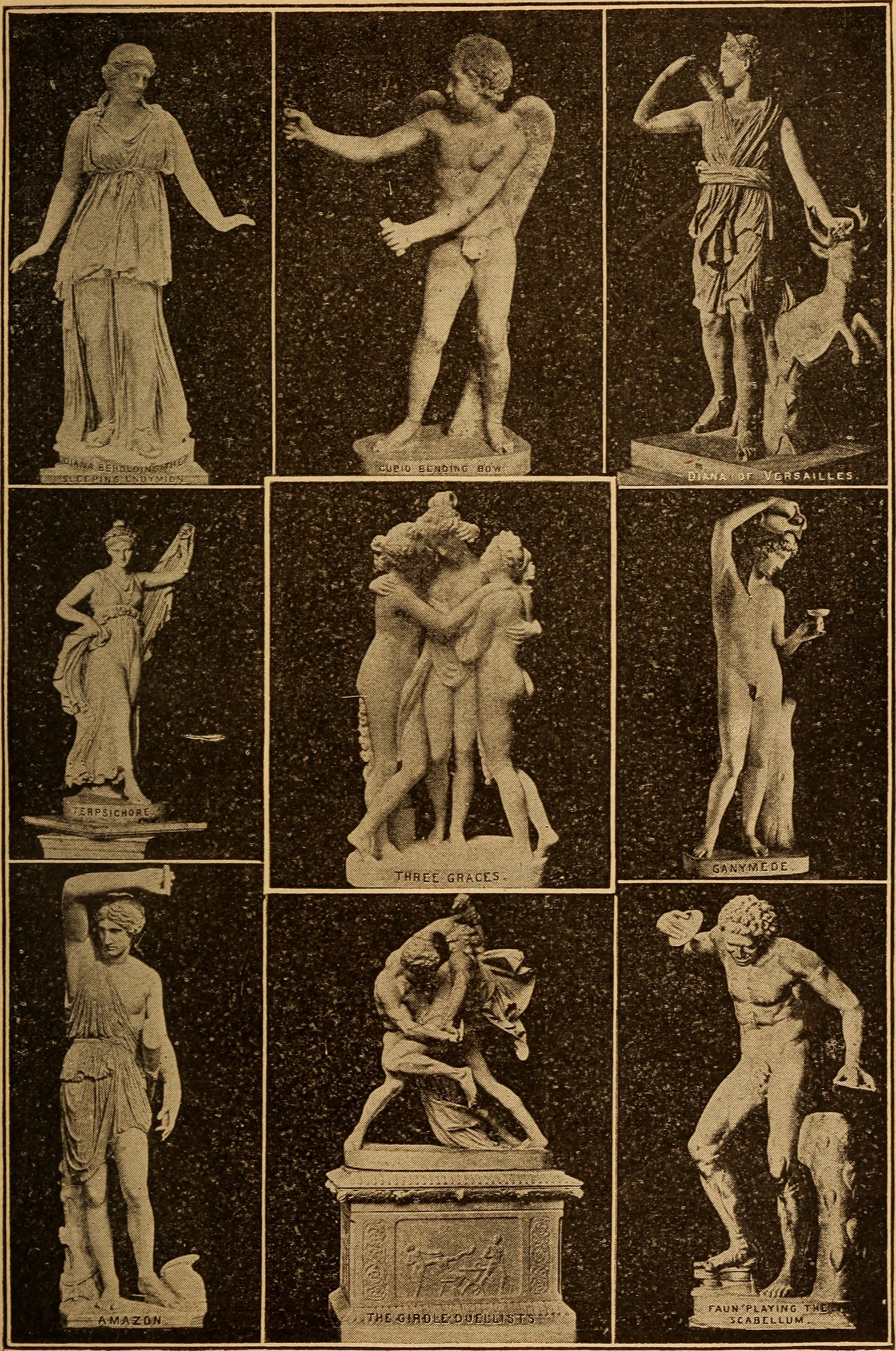
"Delsarte Recitation Book"
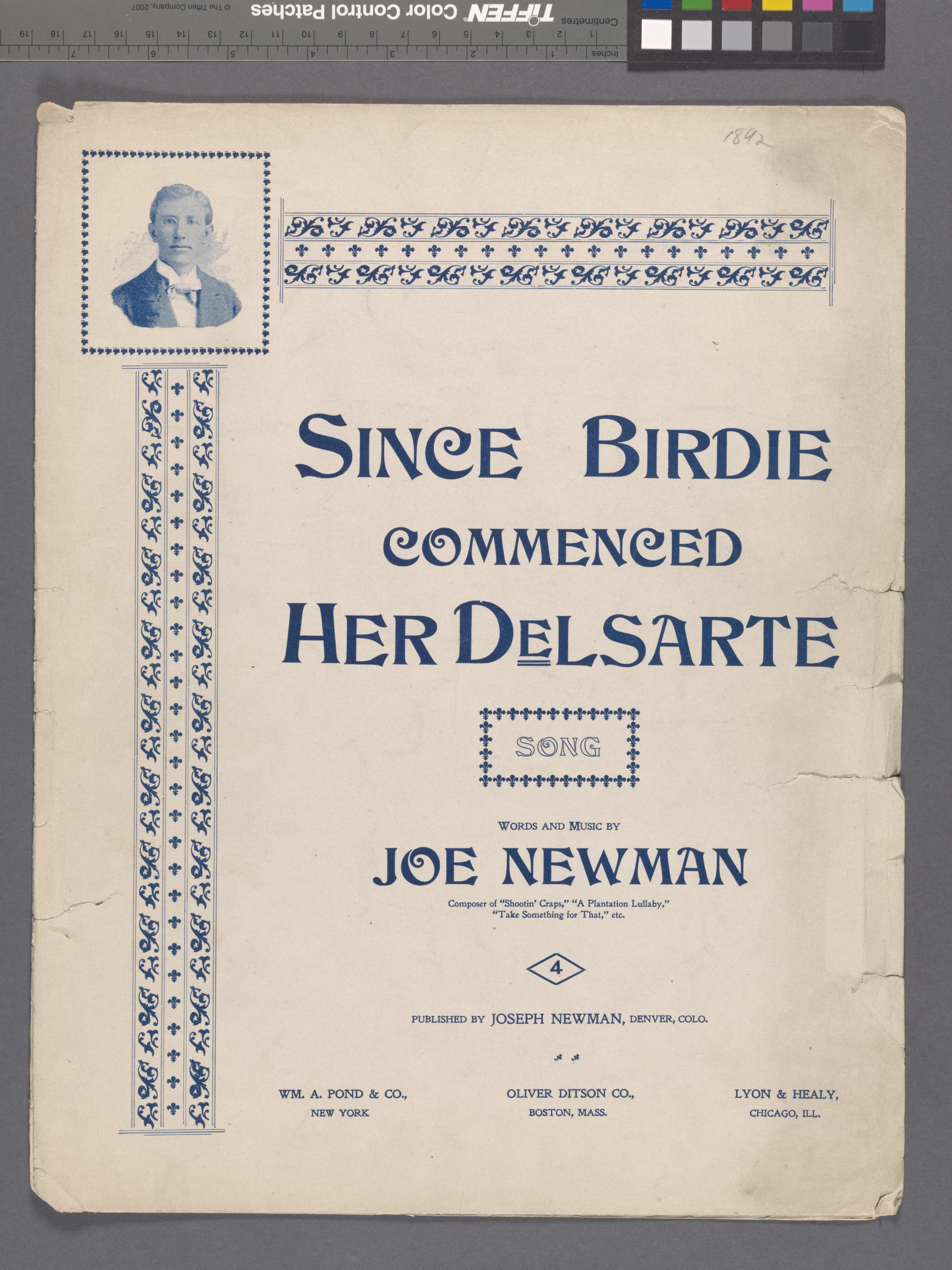

Além das polêmicas que ele acarretou e que atestam em negativo da sua vitalidade, o delsartismo exerceu uma grande influência na emergência de novas formas nas artes do espetáculo vivo nos Estados Unidos e na Europa, particularmente no teatro e na dança.

## A importância do trabalho de Delsarte para a dança e para o teatro modernos
A difusão dos ensinamentos de Delsarte no mundo ocidental privilegiou dois grandes domínios: a dança e o teatro, sem excluir outras disciplinas.

### Influência dos ensinamentos de Delsarte no teatro e na dança em América
No domínio do teatro, Mackaye criou em 1884, em Nova York, a primeira escola permanente de ensino dramático que se transformou depois na American Academy of Dramatic Arts de onde saíram famosos atores, desde Spencer Tracy a Robert Redford, passando por  Grace Kelly. As investigações de Delsarte foram simplesmente a base da formação teatral do século XX. Com efeito, um Método Delsarte, chamado Delsarte Charts,  foi ensinado depois na maior parte das escolas de atuação americanas. Alguns o opuseram ao método de Stanislavski, enquanto outros afirmam que o trabalho vindo de Delsarte permite resolver contradições internas ao método sistema de Stanislavski. 

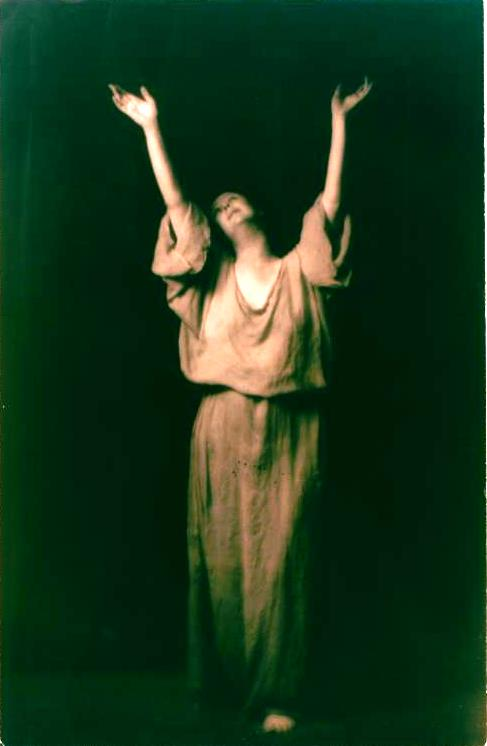
Isadora Duncan

 

A influência de Delsarte e do delsartismo sobre a dança americana fez-se sentir na maior parte dos fundadores da Modern Dance: Isadora Duncan, Ruth Saint Denis e Ted Shawn. Duncan foi educada num ambiente californiano impregnado de delsartismo, a sua técnica dançada tem ecos diretos dos ensinamentos de Delsarte. A sua influência sobre o mundo da dança fez-se sentir principalmente em toda a Europa durante as três primeiras décadas do século XX, por intermédio de suas turnês e das suas escolas que foram criadas na Alemanha, na França e na Rússia.

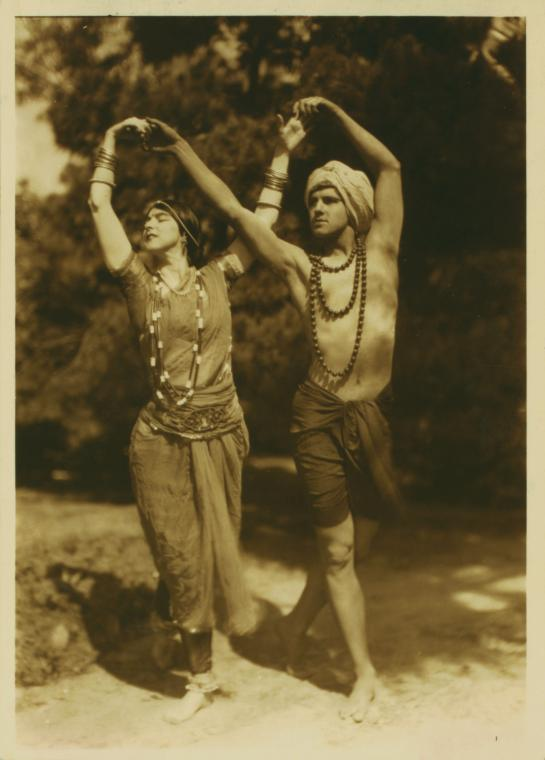
Ruth St Denis & Ted Shawn

Nos Estados Unidos, a Modern Dance desenvolveu-se essencialmente na esteira de Saint Denis e de Shawn. Saint Denis foi formada no delsartismo desde a sua infância. Foi na ocasião duma Matinée Delsarte dada por Stebbins no Madison Square Theatre de New York, que aos treze anos, ela decidiu seguir a carreira de bailarina. Shawn, por sua vez, foi posto em contato com os ensinamentos de Delsarte em 1913,  durante aulas com uma antiga aluna de Hovey, depois, em 1914, no seu encontro com Saint Denis, e a partir de 1915 ao trabalhar diretamente com Hovey. Saint Denis e Shawn fundam em 1915 a  Denishawn School em Los Angeles, primeira grande escola de dança americana cuja teoria  delsartista constituiu a base da filosofia, e que se tornou o centro da maioria dos mais importantes  coreógrafos da Modern Dance, entre as duas grandes guerras, em particular de Martha Graham. Ė de ressaltar que não houve dificuldade de encontro entre a dança moderna alemã e a Modern Dance, o que levaria à ideia de um referente comum:  Delsarte.

### Influência dos ensinamentos de Delsarte no teatro e na dança em Europa
Os ensinamentos de Delsarte, vindos, seja da França seja dos Estados Unidos nas suas versões delsartistas, foram um dos elementos do renouveau da cultura física na Europa e, mais especialmente, na Alemanha.

Tiveram também uma influência direta sobre os principais iniciadores da dança moderna alemã. Assim, Delsarte foi o inspirador de Émile Jaques-Dalcroze, músico e pedagogo fundador da Rítmica, método fundado sobre a musicalidade do movimento que influenciou a dança moderna alemã e americana.  

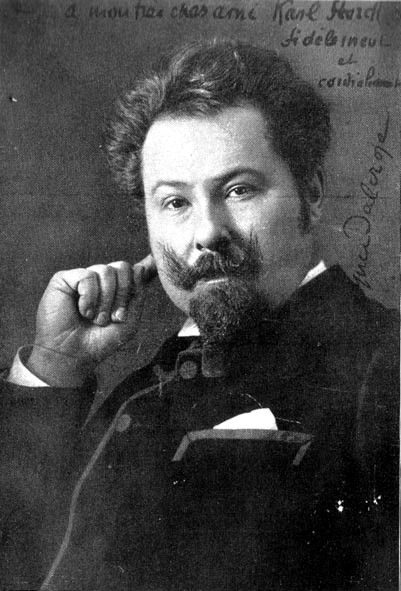
Émile Jaques-Dalcroze
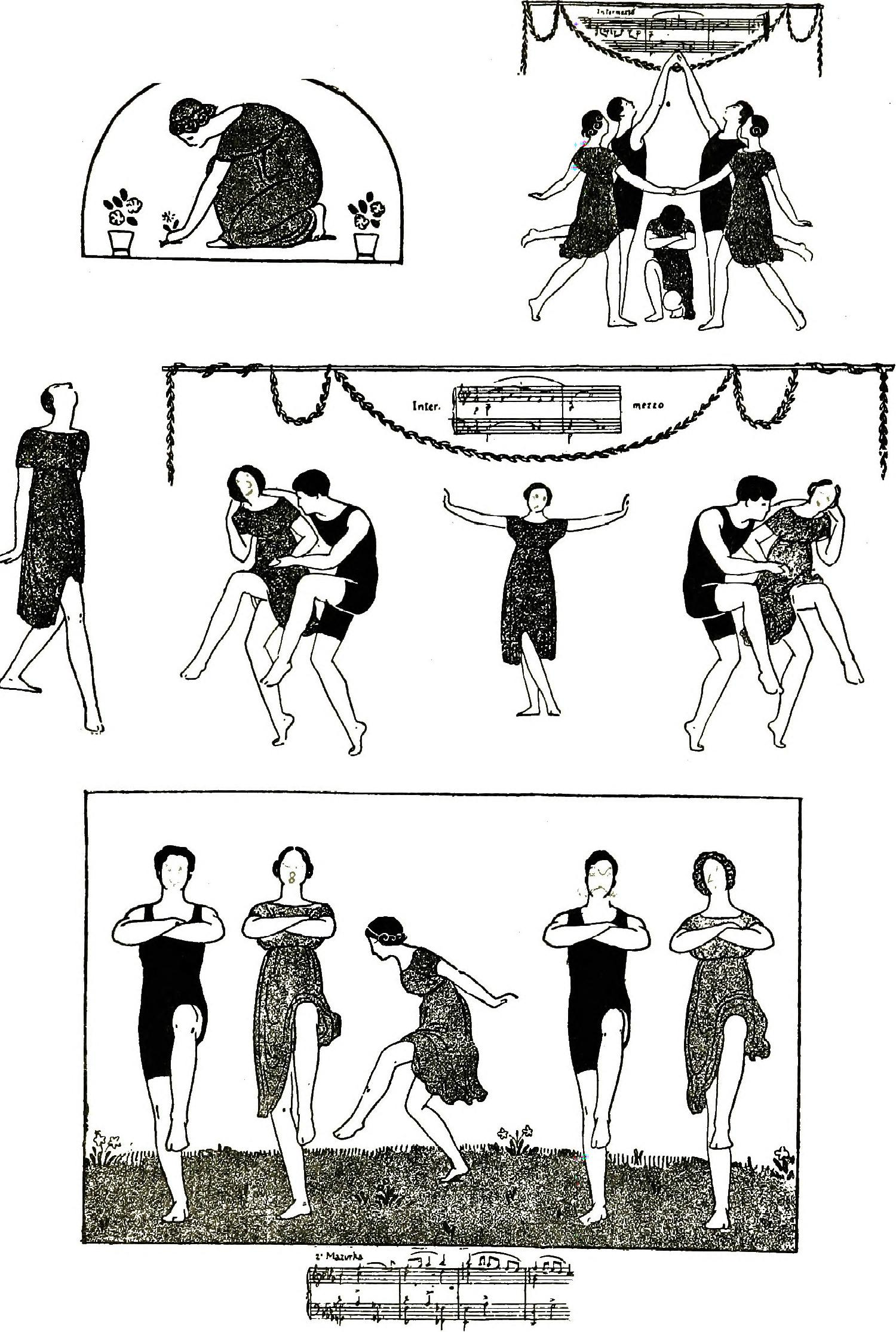
The New Spirit…
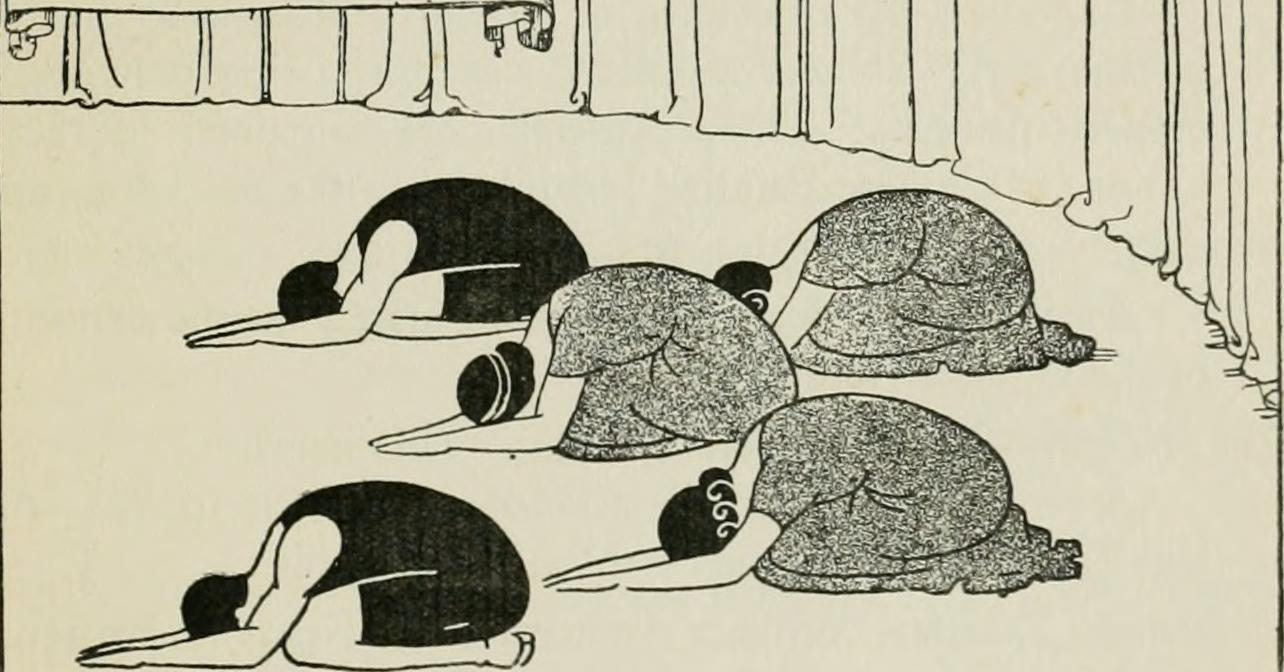
The New Spirit…

Isso é igualmente o caso do bailarino, coreógrafo e analista do movimento Rudolf Laban. O ensino de Delsarte é o primeiro sistema artístico e corporal no qual ele foi formado.

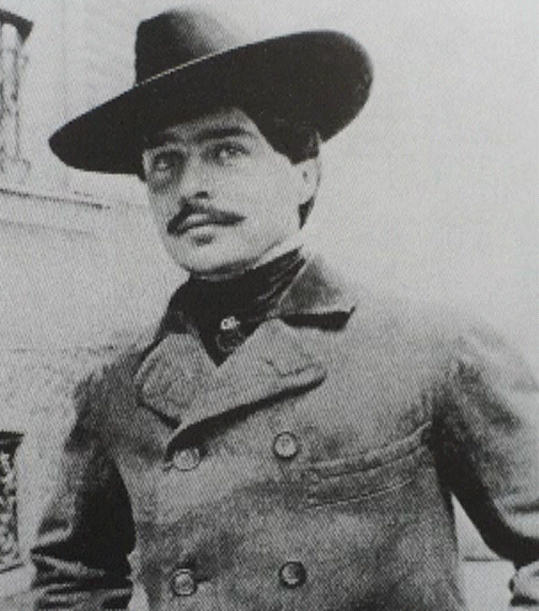
Rudolf Laban
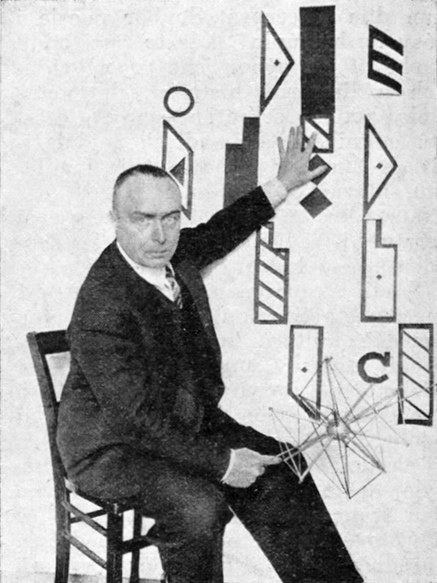
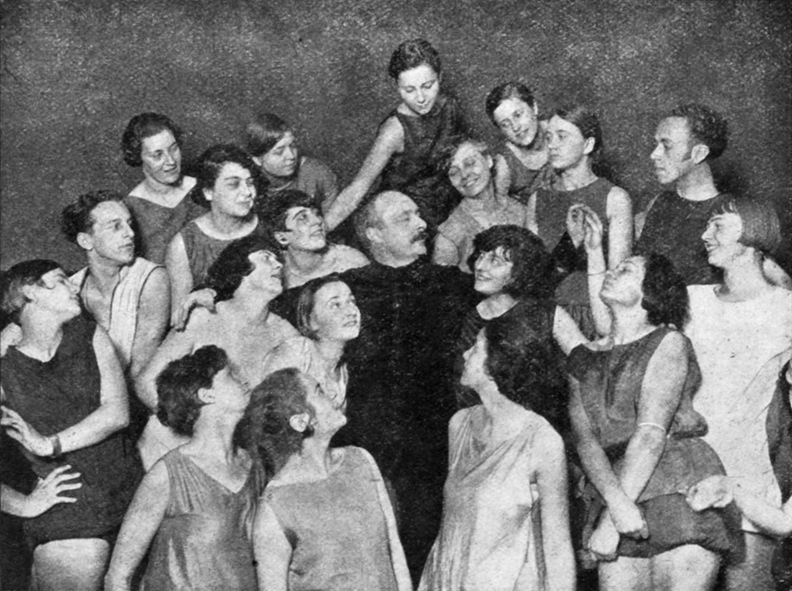
Rudolf Laban & alunos
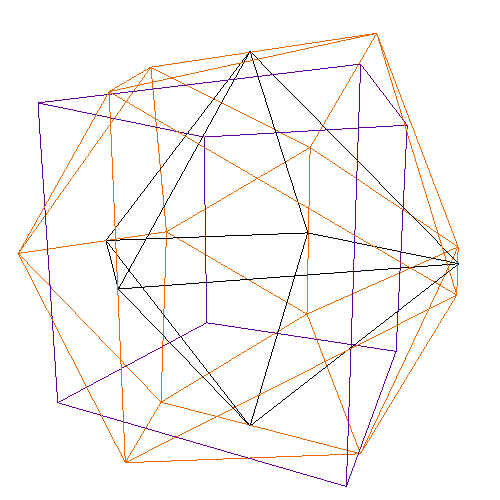

Após o mundo germânico, a Rússia foi o outro grande polo de recepção do trabalho de Delsarte na Europa.  Sergueï Volkonsky elaborou um sistema biorrítmico de treinamento do ator e do bailarino depois de ter-se interessado pelas ideias de Jaques-Dalcroze e ter-se formado no método de Delsarte. As suas obras publicadas a partir de 1912 permitiram aos ensinamentos delsartianos desempenhar um papel na vanguarda teatral russa. Ele deu aulas do Método Delsarte em  São Petersburgo, as quais continuaram nos anos 1920 no âmbito do Instituto de Estado da Arte da Tela de Leningrado, enquanto ele mesmo ensinava em Paris.
Seja como for a marca de Delsarte está inscrita na história e nas práticas corporais do que chamamos dança ou teatro.

## Noção de formação no contexto do trabalho de Delsarte
A questão da formação  é central no trabalho de Delsarte. A questão da pedagogia impôs-se no âmago do seu percurso.

Delsarte ministrava três categorias de aulas: individuais, coletivas em pequeno grupo de alunos e coletivas para grandes grupos (tanto no seu salão como em instituições tal como a Sorbonne ou a Escola de Medicina). Em todos os casos, são as mesmas dinâmicas de conjunto que são propostas, aulas individuais, permitindo ir mais longe especialmente no nível prático. Essas aulas continham aspectos teóricos e ensinamentos práticos relativos à voz e ao canto, o trabalho sobre a linguagem articulada e o trabalho sobre o gesto e o movimento.

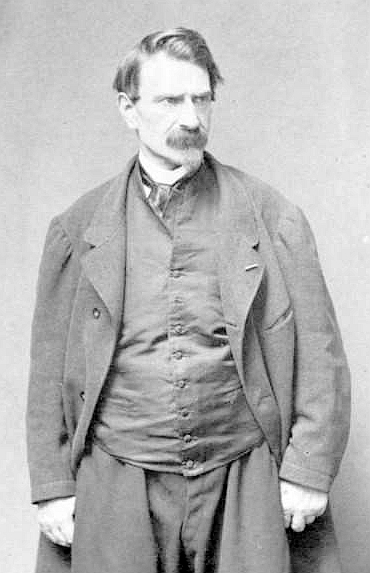
François Delsarte (foto de Carjat, 1864)

### Uma pedagogia da liberdade
O ensinamento de Delsarte baseia-se numa pedagogia artística, visando à liberdade dos alunos e não à codificação das expressões. Delsarte, pelas suas experiências iniciais, elaborou um método empírico de observação das realidades expressivas, no qual o referente é o fundador do seu trabalho. Suas observações levaram-no a procurar construir um quadro teórico de explicação dos fenômenos observados,  isso antes de tudo a fim de uma eficácia pedagógica. Trabalho prático e reflexão estética levaram-no a encarar realidades expressivas, ato artístico e corpo humano como intimamente associados numa dimensão espiritual e metafísica, na qual ele afirmava ter encontrado o critério de compreensão das realidades expressivas.

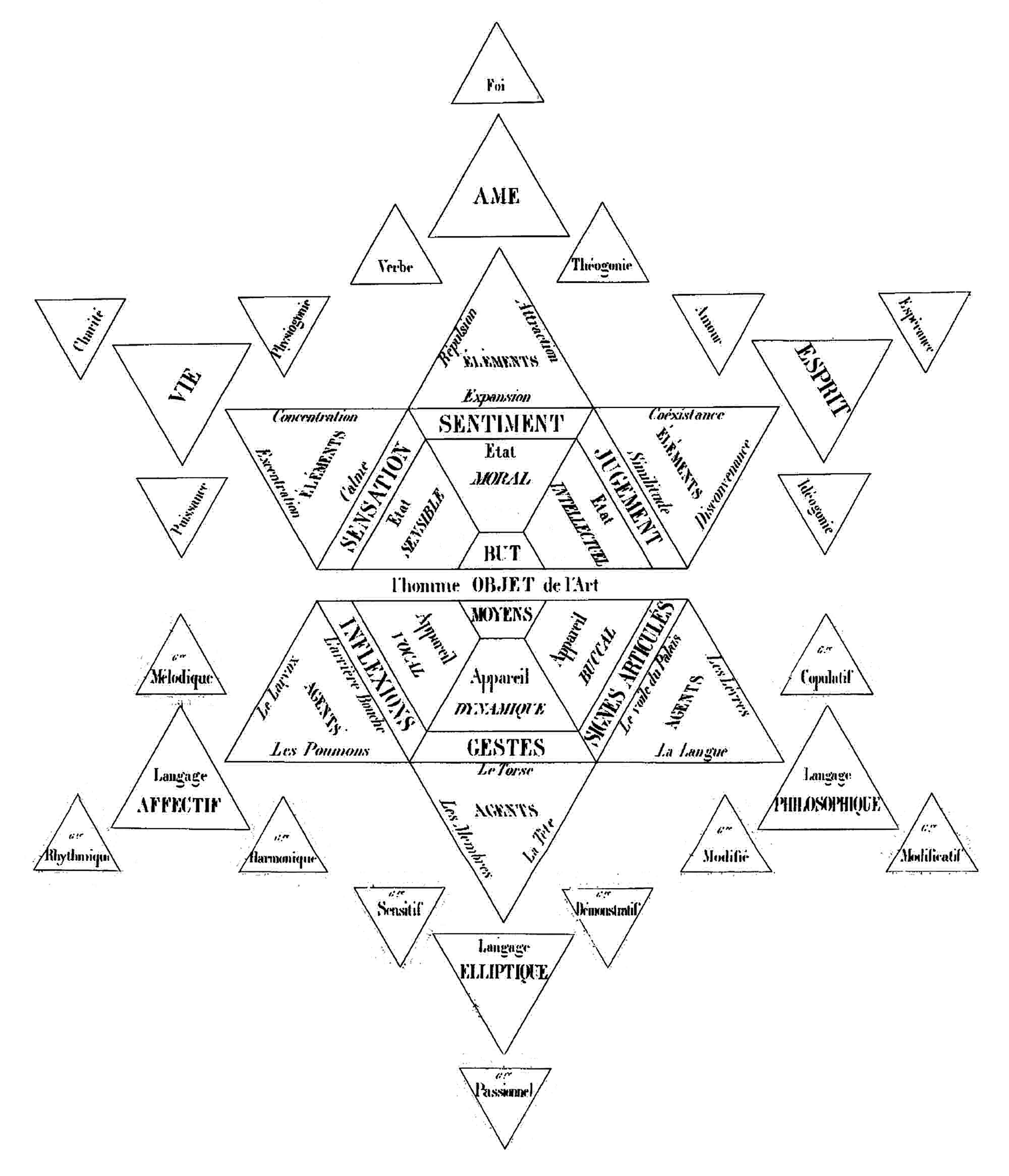
Compendium "L'Homme, objet de l'Art" / "O Homem, objeto do Arte" (alma-corpo) [Delsarte

A dupla componente das aulas indica que questões teóricas e práticas não só são intimamente ligadas, mas que, também:
1) os conhecimentos teóricos têm valor, sobretudo, em virtude das suas aplicações;
2) a prática encontra-se facilitada e adaptada pelos conhecimentos teóricos.
A pedagogia é centrada numa constante observação das realidades expressivas. Ela tende a tornar o aluno autônomo em relação ao professor propondo-lhe uma série de regras a serem verificadas por ele próprio, o que lhe permite não depender da subjetividade do professor, mas poder justificar as suas escolhas em função de leis confortadas pela observação de si próprio e dos outros.
No âmago dessa pedagogia artística, há a ideia de que nunca se deve separar o racional do sensível, o teórico do prático, o intelectual do artístico.
Um dos elementos centrais de sua pedagogia é primeiro trabalhar anteriormente à qualquer aprendizagem, quer dizer, interrogar-se sobre as motivações de um investimento artístico ou, noutros termos,  trabalhar ao nível das intenções do artista. No seu ensinamento teórico, aparecem as questões relativas a definição da arte e a atitude que o artista seria levado a ter em função dessa definição. A consciência clara do fim a atingir e a problemática do sentido do próprio ato artístico orientam o conjunto da formação do aluno.

### Uma pedagogia de espiritualização do ser humano
A dinâmica central defendida por Delsarte é que a arte é mais do que um simples divertimento: tem a cargo a transmissão duma profundidade humana e tem um papel de despertador. A arte deve ser eficaz, ou seja, deve poder atingir o espectador no âmbito da sua realidade humana, noutros termos, ter uma pertinência antropológica. Essa é a aposta da construção teórica elaborada por Delsarte. E, para atingir essa pertinência antropológica, o artista deveria efetuar uma descida nele próprio. Delsarte refere-se à experiência de Augustin d’Hippone descrita nas Confessions para ilustrar o encaminhamento que ele propõe ao artista.
Mas Delsarte singulariza-se em relação à tradição augustiana,  que considerava que à imagem do divino interessava a alma - o corpo tendo sido concebido como recipiente. Delsarte centra-se no corpo. Isso reenvia diretamente à sua experiência pessoal de artista e, tambem, a uma experiência mística na qual ele afirma ter visto « [...] que o corpo humano é o alfabeto  [...], a enciclopédia do mundo [...] e o diamante da criação ». Noutros termos, o corpo seria o objeto para estudar de forma preferencial,  para qualquer compreensão dos fenomenos expressivos. Esse estudo interessa tanto o corpo na sua organização como no seu funcionamento, donde  decorrem as formações que Delsarte seguiu em anatomia e em fisiologia.  Para a ideia de enciclopédia do mundo, temos que entender o corpo como imagem do divino manifestado no universo.
A descida em si próprio que Delsarte propõe é um elemento central da sua pedagogia . Em paralelo à ambição de espiritualização do Homem, à qual a associa, ela é baseada na ideia de universalidade presente no artista. O artista que se conheceria, poderia encontrar em si próprio o caminho que leva ao outro.

O substrato espiritualista dos seus ensinamentos não impede que possam ter uma aparente laicidade absoluta.  Assim, Ted Shawn afirma « [...] que se adere ou não à metafísica de Delsarte, o sistema dele é utilizável [...] ». A capacidade de Delsarte em traduzir em termos concretos dados metafísicos está para ele diretamente ligada à importância central do corpo e é, nesse quadro, de análise e do trabalho do corpo que se percebe melhor a profunda articulação entre os aspectos teóricos e práticos de seus ensinamentos. Essa importância do corpo humano encontra-se em particular em dois níveis: na análise do movimento (do corpo em movimento) e na concepção geral do ser humano. Isso é associado a um minucioso trabalho corporal em coerência com o funcionamento geral dos seus ensinamentos: associar sempre teoria e prática.

Acordo de 9a das cores

O seu quadro teórico, de forma metafísica e antropológica (ele apresenta os laços entre alma e corpo nas suas várias dimensões expressivas) é um material que permite ao aluno ter consciência do seu funcionamento como ser humano e em particular do seu funcionamento expressivo.  Em particular, permite-lhe ter consciência de que qualquer manifestação expressiva pode ser ligada a uma dimensão interior e, assim, dar uma qualidade e uma densidade a qualquer ato expressivo.
O trabalho expressivo propriamente dito passa por uma fase de desaprendizagem dos hábitos adquiridos a fim libertar o mais possível o uso dos materiais expressivos corporais. Prolonga-se depois com uma série de exercícios concebidos como uma rearmonização expressiva fundada em arquétipos de movimentos e leis. Essas leis interessam tanto o movimento humano quanto a palavra articulada ou as inflexões vocais.

### Uma pedagogia com uma dimensão somática
Tudo, na pedagogia de Delsarte, convida o artista a um grande rigor de trabalho: uma visão da arte e de seu impacto potencial ; a consequente concepção da missão do artista; o gesto de observação junto ao gesto de experimentação pessoal,  permitindo a integração dos grandes dados dos seus ensinamentos. Essa integração é corporal antes de tudo e inscreve-se no tempo.  O rigor articula-se a volta da noção de leis expressivas, que se trata de validar e de integrar o trabalho de preparação e, depois, emprega-lo no trabalho de composição. Isso deve permitir, ao mesmo tempo, uma grande espontaneidade ou, pelo menos, deixar acreditar numa grande espontaneidade. Essa pedagogia implica uma grande atenção ao que se passa em si próprio e em volta de si próprio: tem uma dimensão somática.  Delsarte  propõe um processo contínuo do olhar, sobre si próprio e sobre os outros. No entanto, o que o professor transmite - o seu saber, a sua ciência, os seus conhecimentos vindos da sua capacidade de observação - permitiria ao aluno por em marcha a sua própria via de observação. Trata-se para o aluno de fazer seu, não só o seu caminho até o conhecimento, mas também esse mesmo conhecimento,  integrando-o do interior e não do exterior. Há na pedagogia delsartiana um duplo movimento: um quadro firme e uma exigência de caminho pessoal da parte daquele que entra em aprendizagem.